# Гороховецкие болота
Гороховецкие болота — группа из пяти болот в Гороховецком районе Владимирской области Российской Федерации, памятник природы регионального значения.

## Географическое положение
Болота расположены в северной части района, фактически в котловинах, северо-западнее Гороховца, районного центра, между рекой Клязьма и рядом других существенно уступающих по размеру водотоков. Местность кругом поросшая лесом и кустарниковыми растениями. Близ болот находятся несколько озёр. Памятник природы относится к Гороховецкому участковому лесничеству, расположен на территории нескольких кварталов. Площадь самого памятника природы составляет 2704,5 гектара. Охранная зона в полтора раза больше (4109,1 гектара). Крупнейшее из болот — Шмагино площадью 904,6 га, наименьшее — Воютино, занимающее территорию в 192 га.

## Описание
Рельеф в месте нахождения болот характеризуется как дюнный, болота образовались в местах его понижений. Почвы торфяные, олиготрофные. Питание дождевое и снеговое. Каждый водоём группы имеет собственный магистральный канал. Болота влияют на стабилизацию режима рек. Благодаря им распространяется в атмосфере диоксид углерода.
Гороховецкие болота также имеют ценность как содержащие залежи полезного ископаемого — торфа. Однако на них периодически происходят несущие определённую опасность торфяные пожары. Для их предотвращения проводятся мероприятия по обводнению.

## История
В XX веке произошло осушение болот для улучшения роста лесов. Однако эффекта это мероприятие не имело. Из-за этого нарушился экологический режим системы болот. 16 ноября 1977 присвоен статус памятника природы регионального значения. Добычу торфа не проводили. Несколько раз случались возгорания торфа.

## Флора и фауна
Произрастает берёза пушистая, сосняки, виды рода Сфагнум и кустарнички. На территории памятника живут бобры, своими плотинами препятствующие отводу воды из реки. Также отмечаются редкие в регионе виды, среди которых европейский зубр и бурый медведь.

## Охрана
Основные цели, с которыми был создан памятник — сохранение местной экосистемы и её обитателей, восстановление режима, обеспечение условий для исследования территории. Запрещена любая деятельность, которая наносит вред растениям, промысловая охота, сбор некоторых растений без разрешения или в не отведённый для этого период, действия с полезными ископаемыми, заготовка живицы и мха, охота на бобра, отстрел птиц в не отведённый для этого период, строительство, нахождение на территории памятника природы транспорта всех видов, туризм. Принят также ряд других мер по сохранению экологической системы болот.